# هری مورگان
هری مورگان (انگلیسی: Harry Morgan; زاده ۱۰ آوریل ۱۹۱۵ – درگذشته ۷ دسامبر ۲۰۱۱) یک هنرپیشه اهل ایالات متحده آمریکا بود.

## گزیده فیلمشناسی
از فیلم‌ها یا برنامه‌های تلویزیونی که وی در آن نقش داشته‌است می‌توان به آثار زیر اشاره کرد.
- حادثه آکس‌بو (۱۹۴۳)
- سرزمین شادی (۱۹۴۳)
- ساعت بزرگ (فیلم) (۱۹۴۸)
- همه پسران من (۱۹۴۸)
- مادام بوواری (فیلم ۱۹۴۹) (۱۹۴۹)
- بیرون دیوار (فیلم) (۱۹۵۰)
- ملاقات با خطر (۱۹۵۱)
- چاه (فیلم ۱۹۵۱) (۱۹۵۱)
- تور آبی (۱۹۵۱)
- خم رودخانه (۱۹۵۲)
- نیمروز (فیلم) (۱۹۵۲)
- جیم مک‌لین بزرگ (۱۹۵۲)
- افتخار دیگر ارزشی ندارد (۱۹۵۲)
- ثاندر بی (فیلم) (۱۹۵۳)
- آرنا (فیلم ۱۹۵۳) (۱۹۵۳)
- داستان گلن میلر (۱۹۵۴)
- درباره خانم لزلی (۱۹۵۴)
- مرکز هوایی استراتژیک (فیلم) (۱۹۵۵)
- بلوز پیت کلی (فیلم) (۱۹۵۵)
- بشقاب‌پرنده (فیلم ۱۹۵۶) (۱۹۵۶)
- ستاره‌ای در خاک (۱۹۵۶)
- میراث باد (فیلم ۱۹۶۰) (۱۹۶۰)
- چگونه غرب تسخیر شد (۱۹۶۲)
- از کلانتر محلی خود حمایت کنید! (۱۹۶۹)
- میمون زرنگ (۱۹۷۱)
- گلوله برفی (۱۹۷۲)
- چارلی و فرشته (۱۹۷۳)
- تیرانداز (۱۹۷۶)
- دام (۱۹۸۷)